# 訃報 2021年
訃報 2021年（ふほう 2021ねん）は、2021年（令和3年）中に物故した人物をまとめたものである。詳細は月別訃報記事を参照のこと。

## 月別の訃報記事一覧
- 訃報 2021年1月
- 訃報 2021年2月
- 訃報 2021年3月
- 訃報 2021年4月
- 訃報 2021年5月
- 訃報 2021年6月
- 訃報 2021年7月
- 訃報 2021年8月
- 訃報 2021年9月
- 訃報 2021年10月
- 訃報 2021年11月
- 訃報 2021年12月

### 新聞社お悔やみ
- 日本経済新聞おくやみ
- 朝日新聞おくやみ
- 毎日新聞おくやみ
- 産経新聞おくやみ

### 通信社お悔やみ
- 共同通信おくやみ - ウェイバックマシン（2008年6月1日アーカイブ分）
- 時事通信おくやみ